# Проммашкомплект
Проммашкомплект (ТОО «Проммашкомплект») — единственное в Казахстане предприятие по выпуску цельнокатаных железнодорожных колёс. Завод был сдан в эксплуатацию в 2018 году, в городе Экибастуз, в рамках государственной программы Форсированного Индустриально-Инновационного Развития.
Располагается в городе Экибастуз, Павлодарской области, Республика Казахстан. Генеральный директор: Дычко Иван Николаевич.

## Продукция предприятия
Ассортимент производимой заводом «Проммашкомплект» продукции включает в себя более 10 типов железнодорожных колес для грузовых, пассажирских вагонов и локомотивов, а также колеса для вагонов метро и специальные колеса по запросу заказчика, в диапазоне размеров наружного диаметра от 700 до 1250 мм. Вся выпускаемая продукция отвечает международным стандартам, что подтверждено соответствующими сертификатами.
Проектная мощность предприятия:
- Производство ж/д. колёс — 300 000 штук в год.

На заводе трудятся около 800 сотрудников.
Основные потребители ТОО «Проммашкомплект»: 
- Республика Казахстан: АО «НК «КТЖ», АО «КазТемирТранс», ТОО «Камкор Вагон», ТОО «Камкор Локомотив», ТОО «Казахстанская вагоностроительная компания», ТОО «Богатырь Комир», АО «ЗИКСТО».
- Россия: ООО «ТрансРесурс», АО «НефтеТрансСервис», АО «Алтайвагон».

## См. также

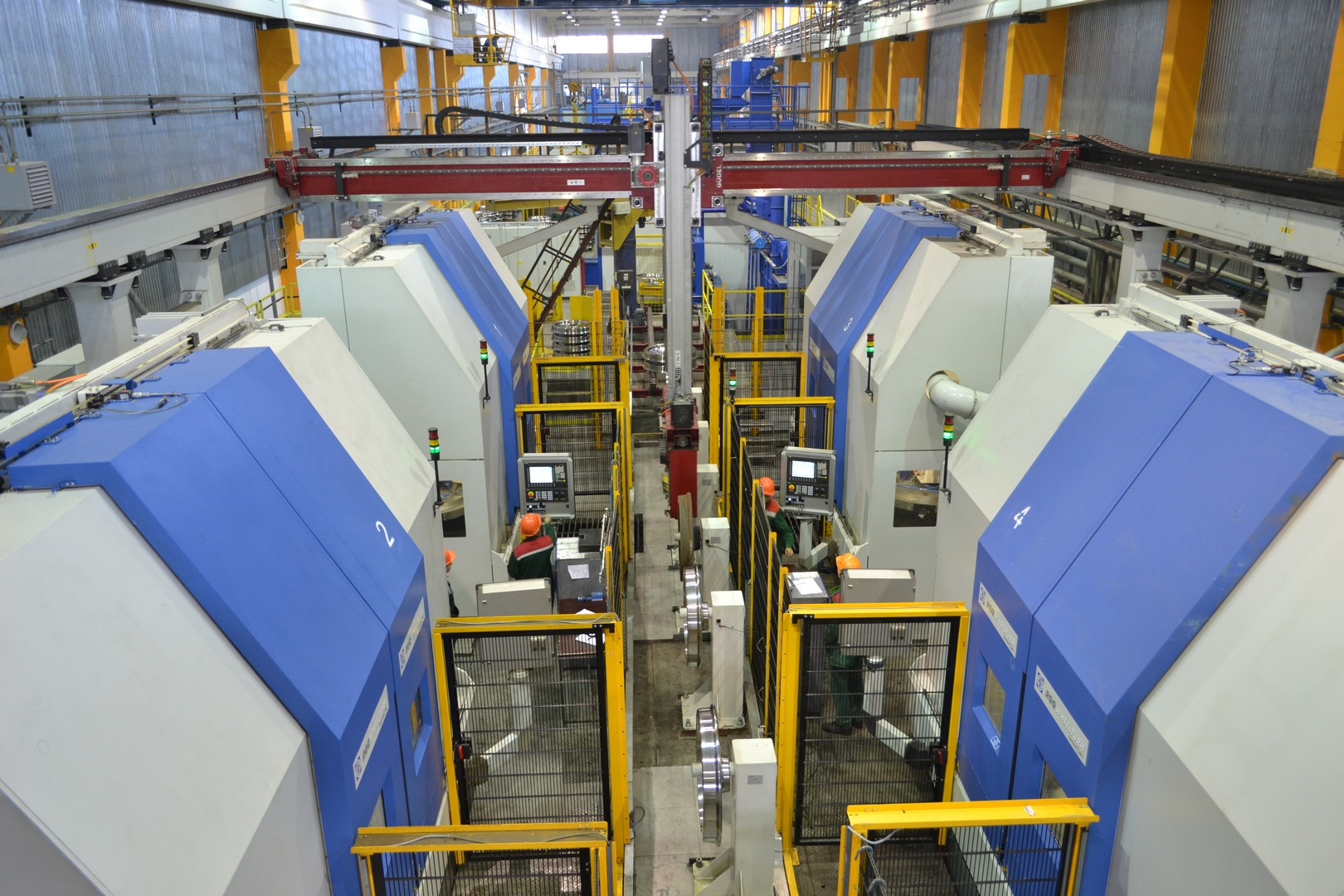
Колесный цех

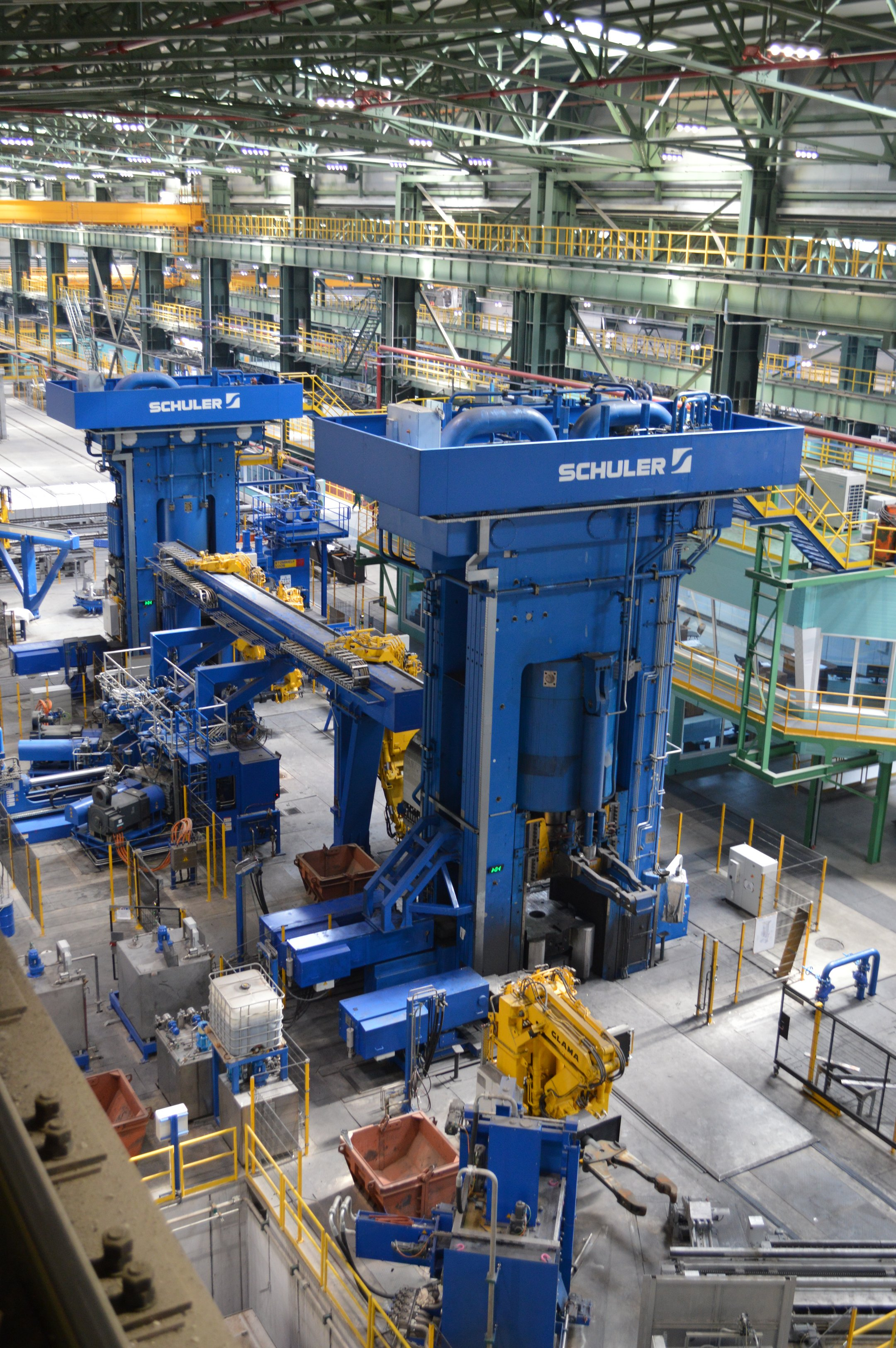
Проммашкомплект. Общий вид